# 은영선
은영선(1971년 5월 10일 ~ )은 대한민국의 성우이다. 1995년 KBS 25기 공채 성우로 데뷔하였다.

## 출연 작품
굵은 글씨는 메인 캐릭터이다.

### TV 애니메이션
- AIR (애니맥스) - 카미오 미스즈, 칸나비노 미코토
- TV동화 행복한 세상 (KBS) - 여성 및 아이(전기)
- 고미의 만화 호기심 천국 (SBS) - 엄마
- 꼬꼬마 꿈동산 (KBS) - 뚜뚜데이지
- 꼬마유령 사총사 (EBS) - 하늬
- 꼬잉꼬잉 이솝극장 (SBS) - 프리시
- 다오배찌 붐힐대소동 (KBS) - 마리드, 케피
- 도라도라 영어나라 (EBS) - 백팩, 티코
- 뚝딱박사 핌 (KBS)
- 디지몬 어드벤처 (KBS) - 신나리 / 피노키몬 / 피콜몬
  - 파워 디지몬 (KBS) - 신나리 / 꼬마몬-브이몬-엑스브이몬-파일드라몬-황제드라몬 / 매그너몬
- 로봇용사 다그온 (SBS) - 건키드, 마리아
- 리틀 아인슈타인 (EBS) - 애니
- 마스크맨 (KBS) - 왕세리
- 베이브 마이 러브 (애니맥스) - 사카시타 유즈유
- 비스트워 네오 (SBS) - 나비
- 쁘띠쁘띠 뮤즈(KBS) - 송아리
- 스콜피언 (KBS)
- 스트라토스4 (애니맥스) - 혼조 미카제
- 스페이스 힙합덕 (KBS) - 소행성R, 메가폰 꽃, 미쓰리
- 아기를 부탁해! 토츠 (디즈니 주니어, 디즈니+) - 비크맨 소장님
- 아버지의 이름으로
- 아쥐르와 아스마르 (KBS) - 샴수사바 공주
- 알록달록 크레용 (KBS) - 크레용
- 애플캔디걸 (KBS) - 애플
- 에일리언9 (애니맥스) - 오오타니 유리
- 오! 나의 여신님 (애니맥스) - 스쿨드
  - 오! 나의 여신님 : 각자의 날개 (애니맥스) - 스쿨드
- 요랑아 노래하자(KBS) - 피노키오
- 요리킹 조리킹 (KBS) - 반디
- 우리반 짱돌이 (애니원) - 나혜미
- 원피스 (KBS) - 네펠타리 비비
- 윙스 프렌즈/윙스 클럽 (SBS, 니켈로디언) - 플로라, 바네사
- 쥬로링 동물탐정 (KBS) - 키키
- 추리게임 -뫼비우스의 띠- (애니원) - 은아리(유이자키 히요노)
- 탐정학원 Q (투니버스) - 이치노세 카오루
- 태극천자문 (KBS) - 하크, 자하라
- 탱구와 울라숑 (KBS) - 엘리
- 크리스탈요정 지스쿼드 (SBS) - 혜미
- 킴 파서블 (KBS) - 킴 파서블
- 핌블핌블 (KBS) - 뽀나
- 하우스 오브 마우스 (KBS) (미니 마우스)
- 우당탕탕 두디두디 (MBC 무비스) - 초롱이, 초롱이 엄마
- 명탐정 코난 (투니버스) - 주노
- 강철수염과 게으른 동네 (EBS) - 스테파니
- 구두신고 꼬까꼬까 (EBS) - 꼬까
- 꼬마버스 타요 (EBS) - 라니, 해설, 캐리
- 늘코의 참 큰 세상 (EBS) - 치치
- 마법의 책과 역사 탐험대 (EBS) - 조디
- 빠삐에 친구 (EBS) - 아바
- 은하축구 챔피언 (EBS) - 티아
- 퍼피 구조대 - 로키
- 페파 피그 - 페파
- 기생수 - 오른손이
- 새콤달콤 캐치! 티니핑 - 달콤핑
- 신비아파트 고스트볼 ZERO: 두 번째 이야기 - 라미아

### 극장용 애니메이션
- 곰이 되고 싶어요 (KBS) - 에스키모 소년
- 디즈니 삼총사 (MOVIE) - 미니 공주,전화녹음 목소리
- 뮬란 2 - 수 공주
- 애니메이션 미안하다 사랑한다 (MOVIE) - 송은채
- 미키의 크리스마스 선물 (MOVIE) - 미니 마우스, 맥스의 여자친구
- 붉은 돼지 (MOVIE)
- 원더풀 데이즈 (KBS) - 제이
- 이웃집 야마다군 (MOVIE) - 노노코
- 킴 파서블 소 더 드라마 - 킴 파서블
- 바다소년 오대양 (KBS) - 오대양
- 늑대아이 (MOVIE) - 하나
- 유니코 (애니박스) - 유니코
  - 유니코2 (애니박스) - 유니코
- 오즈의 마법사 (애니박스) - 도로시
- 퍼피 구조대 더 무비 - 로키

### 외화

#### 전담배우
- 리브 타일러
  - 닥터 T (KBS) - 메릴린
  - 댓 싱 유 두 (KBS) - 페이
  - 반지의 제왕: 반지 원정대 (KBS) - 아르웬
  - 아마겟돈 (KBS, SBS) - 그레이스
  - 엠파이어 레코드 (KBS) - 코리

- 앤 해서웨이
  - 인턴 - 줄리
  - 천국의 맞은편 (KBS) - 진 사빈
  - 프린세스 다이어리 (KBS) - 미아

- 장쯔이
  - 게이샤의 추억 (KBS) - 사유리
  - 와호장룡 (KBS) - 옥교룡
  - 집으로 가는 길 (KBS) - 초제

#### 드라마
- 그레이 아나토미 (KBS) -  이지 스티븐슨 (캐서린 헤이글)
- 데미지 (KBS) - 엘렌 (로즈 번)
- 메디컬 인베스티게이션 (PSB) - 에바 로씨 (애나 벨냅)
- 사브리나 (KBS) - 사브리나(나중) (멀리사 조앤 하트)
- 울트라맨 티가 (MBC 무비스) - 레나
- 테일러는 12살 (EBS) - 테일러 프라이

#### 영화
- 10일안에 남자친구에게 차이는 법 (KBS) - 앤디 (케이트 허드슨)
- 3000 마일 (SBS)
- 34번가의 기적 (KBS)
- 게놈 프로젝트 (KBS) - 알렉스 (사라 윈터)
- 겟 오버 잇 (SBS) - 켈리 우드 (커스틴 던스트)
- 나 홀로 집에 (SBS) - 리니 (앤절라 고덜즈)
- 나 홀로 집에 2 (SBS) - 브룩(안나 슬로키)
- 내 남자친구의 결혼식 (KBS) - 결혼식 하객(셜리 캐리)
- 다운 투 유 (SBS) - 사이러스 (셀마 블레어)
- 더 원 (KBS) - 티케이 (칼라 구기노)
- 데드라인 (KBS)
- 데이비드를 찾아서 (EBS) - 다시 디턴 (대니엘 패너베이커)
- 디트로이트 락 시티 (KBS)
- 로미오와 줄리엣 [2000년 더빙판] (KBS)
- 마지막 지하철 (SBS)
- 마크 오브 엔젤 (KBS) - 제레미 (자차리 샤세로)
- 머니 트레인 (KBS)
- 메트로 (KBS)
- 몰랫츠 (KBS) - 브렌디 (클레어 클라라)
- 못 말리는 첩보원 (KBS)
- 뮤직 오브 하트 (KBS) - 소년 닉 (마이클 안가라노)
- 미녀 삼총사 (SBS) - 도레스(멀리사 매카시)
- 복수의 실락원 (KBS) - 헬레나 (브랜다 바키)
- 봉쥬르 무슈 슐로미 (KBS) - 로나
- 분노의 질주: 더 오리지널 (KBS) - 미아 토레토 (조다나 브루스터)
- 분노의 질주: 언리미티드 (KBS) - 미아 토레토 (조다나 브루스터)
- 블라인드 가이 (KBS) - 리자 (안잘리 자이)
- 블랙 호크 다운 (KBS) - 스테파니(지아니나 파시오)
- 블레이드 (SBS)
- 비포 선셋 (SBS) - 셀린(줄리 델피)
- 비욘드 랭군 (KBS)
- 빨간 머리 앤 (EBS) - 앤 (메건 팔로스)
- 사랑도 통역이 되나요?(SBS) - 샬롯(스칼릿 조핸슨)
- 산타클로스 (KBS)
- 샤인 (KBS) - 소년 데이빗(알렉스 라파로위즈)
- 슈퍼 볼케이노 (KBS) - 매기(제인 맥클린)
- 세븐 (SBS) - 트레이시(귀네스 팰트로)
- 스네이크 아이 (KBS) - 붉은 머리 여자(제인 하이트메이어)
- 스몰 솔저 (KBS)
- 스콜피언(KBS) - 비르지니(카롤 로셰)
- 스타워즈 에피소드 1: 보이지 않는 위험 (KBS) - 아나킨 (제이크 로이드)
- 스파이더맨: 파 프롬 홈 - 메이 파커(마리사 토메이) / 외계인(샤론 블린)
- 스파이더맨: 노 웨이 홈 - 메이 파커(마리사 토메이)
- 스페셜리스트 (SBS)
- 스페이스 잼 (SBS) - 조던의 딸(페니 배 브릿지)
- 썬더볼트 (SBS) - 에이미(원영의)
- 아문센 (KBS) - 아네 (레아 쿠르카)
- 아이들의 훈장 (KBS) - 난미
- 에주케이터 (SBS) -  율 (율리아 옌치)
- 여왕 마고 (SBS)
- 오페라의 유령 (KBS) - 크리스틴 (에미 로섬)
- 우리들만의 집 (KBS)
- 워터 디바이너(KBS) - 아이셰 (올가 쿠릴렌코)
- 원시소년 바타의 모험 (EBS) - 소피 (율리아 크롬바흐)
- 인사이더 (KBS) - 와이갠드의 작은 딸(핼리 아이젠버그)
- 일곱가지 유혹 (SBS) - 앨리슨 가드너 (프랜시스 오코너)
- 잉글리시 브라이드 (KBS) - 실비아 (몰리 파커)
- 잠수종과 나비 (KBS) - 끌로드 (안 콩시니)
- 줄리아 로버츠의 사랑 게임 (SBS)
- 진주만 (SBS) - 에블린 존슨 (케이트 베킨세일)
- 차스키 차스키 (KBS) - 마리아(이사 잉스트롬)
- 처음 만나는 자유 (SBS) - 수잔나 (위노나 라이더)
- 천국의 속삭임 (KBS) - 프란체스카 (프란체스코 캄포바소)
- 캣우먼 (SBS) - 페이션스 필립스 (할리 베리)
- 톰과 허크 (KBS)
- 트리거 이펙트 (SBS)
- 페이스 오프 (KBS) - 제이미 아처 (도미니크 스웨인)
- 포스트 임팩트 (KBS) - 애나 (베티나 지머먼)
- 하와이, 오슬로 (KBS) - 오사 (에비 카세스 로스텐)
- 호랑이와 눈 (KBS) - 낸시 (에밀리아 폭스), 에밀리아 (치아라 피리)

### 게임
- 진 삼국무쌍 2 - 견희
- 은하자양강장 무타쥬스 - 미로
- 파랜드택틱스5 - 라비, JP
- 오션 런너 - 언니 돌고래 NPC

### 나레이션
- KBS 1라디오 안녕하십니까 봉두완입니다 (NEWS)
- KBS 1라디오 일요일을 달린다
- KBS 1라디오 토요와이드
- KBS 라디오 드라마
- KBS 제1라디오 음악이 있는 세상
- KBS 제3라디오 시사매거진
- KBS 제3라디오 오늘의 신문
- 사랑의 리퀘스트(KBS)
- 비디오 챔피언(KBS)
- 풍물기행
- KBS 위성 TV Event in Korea
- 카메라 리포트(MBC)
- TV로 보는 세계(MBC)
- [국악 fm] 행복한 하루
- [kbs world] 다큐 이사람
- 인간극장 (KBS) 해설
- TV동화 행복한 세상 (KBS)
- 주.판.알 (MBC)
- TV는 사랑을 싣고 (KBS)
- 가족오락관 (KBS) 2007년 1월 20일 출연
- 세계로 간 한국의 맛 (SBS)
- 해피타임 (MBC)

### 광고
- LG유플러스
- 듀오백
- 클리니크
- 결혼식장
- 사비 (여성지)
- 기아자동차
- 맥도날드
- CJ제일제당
- 한화생명보험
- 단월드
- 아모레퍼시픽
- 코카콜라
- 예지미인
- 롯데제과
- KCC건설
- 대상
- 동양생명
- 남양유업
- KCC
- LF
- 락앤락
- 공익광고협의회
- LG전자
- 한국네슬레
- 유니레버코리아
- 농협목우촌
- 동원F&B
- 삼성전자
- KB국민은행
- 존슨앤드존슨
- 롯데백화점
- 미샤
- 다이슨

### 인터넷
- 레인보우 살인사건 (옛날방송국) - 보모, 정간호사

### 홍보멘트
- ARS - SK telecom 011 고객센터
- ARS - LG telecom Main 과 고객센터
- ARS - 다이너스 카드
- ARS - 한국 PSINet
- 영어교재, 영어만화, 영어 나레이션 다수 녹음
- 사랑의 소리 방송 사랑의 응접실 진행
- 주택은행, 국민은행 사내방송 영화음악실 진행

### 안내방송
- 대전도시철도1호선 전철 안내방송 (2006년 ~ 2018년)
- 서울도시철도공사& 서울교통공사 5~8호선 전철 안내방송 (2012년 ~ 2018년)
- SK텔레콤 고객센터 음성 ARS
- SK브로드밴드 고객센터 음성 ARS
- 대한항공 고객센터 음성 ARS

### 라디오 드라마
소설극장 (KBS 3라디오)
소설극장 (KBS 3라디오)
- 2010.08.27 ~ 2010.10.05 F.스콧 피츠제럴드 <벤자민버튼의 시간은 거꾸로 간다> (해설)

연속낭독 (KBS 3라디오)
- 2008.07.23 ~ 2008.08.17 이영미 <광화문 연가> (낭독)

라디오 극장 (KBS 한민족 방송)
- 2010.05.01 ~ 2010.05.31 유재용 <사로잡힌 영혼> (해설)
- 2010.09.01 ~ 2010.09.30 오현종 <거룩한 속물들> (해설)
- 2011.04.01 ~ 2011.04.30 류영국 <소울음> (해설)
- 2013.06.01 ~ 2013.06.30 이도우 <사서함 110호의 우편물> (해설)
- 2022.04.01~ 강화길 원작 '다른 사람' (김진아)

라디오 독서실 (KBS 2라디오)
- 2006.06.18 추민주 <빨래> (서나영)

KBS 무대 (KBS 한민족 방송)
- 내게도 사랑이
- 빈가지 위에 눈꽃이 피다
- 사랑에 관한 어떤 고찰

### 라디오 프로그램(진행)
- 홍서범, 은영선의 가로수를 누비며 (KBS 2라디오)
- 은영선의 행복한 하루 (국악방송)
- 맛있는 라디오 991, 은영선입니다! (국악방송)
- 은영선의 창호에 드린 햇살 (국악방송)
- 은영선의 함께 걷는 오후 (국악방송)
- 은영선의 함께 걷는 길 (국악방송)

## 수상 경력
- 2003년 KBS 성우 연기대상 외화 부문 신인연기상
- 2010년 KBS 성우 연기대상 최우수 여자 연기상